# میله رزوه‌دار

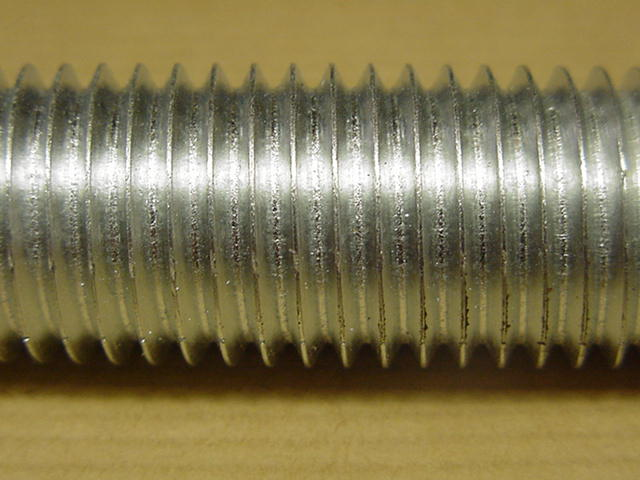
نیمرخ معمولی یک میله رزوه‌دار با رزوه‌های متریک ISO.

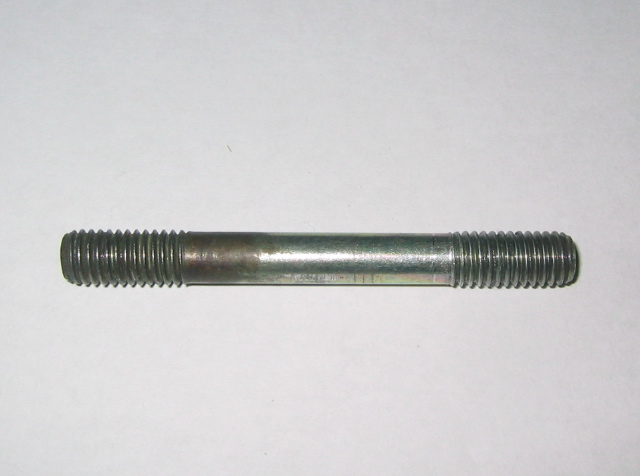
پیچ متری

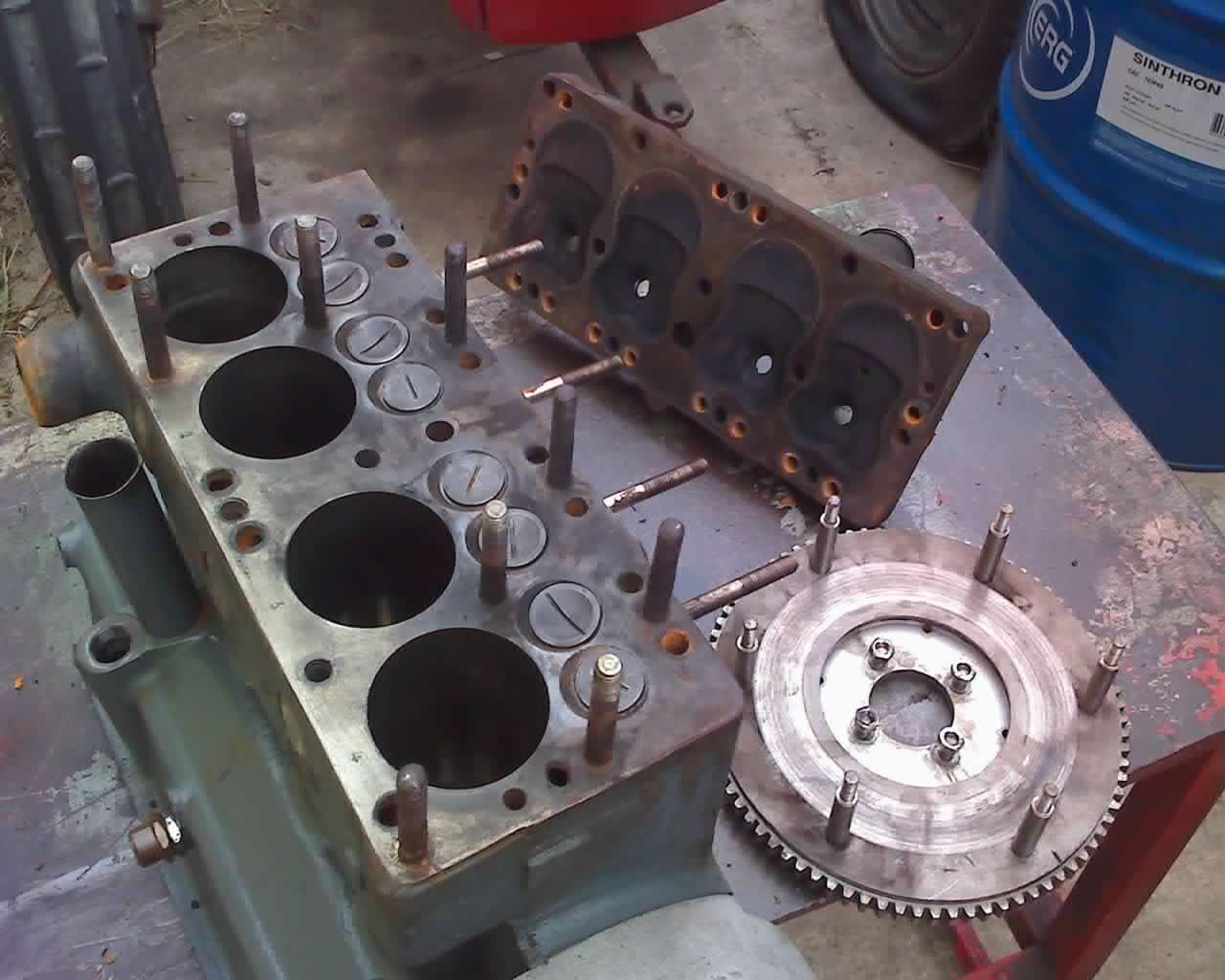
موتور فیات بالیلا با سرسیلندر برداشته‌شده، میله‌های رزوه‌دار نگهدارنده سرسیلندر در تصویر دیده می‌شود.

میلهٔ رِزوِه‌دار (انگلیسی: Threaded rod) که پیچِ متری هم نامیده شده، میله‌ای فلزی و فاقد گُل است که در دو انتها یا تمام طول خود دارای رزوه باشد. این میله‌ها در انواع و اندازه‌های مختلفی تولید می‌شوند و در صنایع گوناگون کاربردهای فراوانی دارند.
میله‌ها یا میلگردهای رزوه‌دار در ابعاد گوناگون از چند سانتی‌متر تا چند متر (حداکثر شش متر) تولید می‌شود. این پیچ‌ها به دو روش حدیده‌کاری و نورد تولید می‌شود. در روش نورد، پِرت مواد وجود ندارد و سرعت انجام کار قابل تنظیم می‌باشد. رزوه‌ها در پیچ متری به صورت میلیمتری و اینچی است.
میله‌های رزوه‌دار معمولاً از جنس فولاد، فولاد ضدزنگ یا سایر آلیاژهای فلزی ساخته می‌شوند. این میله‌ها می‌توانند دارای رزوه‌های ریز یا درشت، راست‌گرد یا چپ‌گرد باشند. همچنین، می‌توانند با پوشش‌های مختلفی مانند گالوانیزه، داکرومات یا PTFE برای افزایش مقاومت در برابر خوردگی و سایش پوشانده شوند.
از جمله کاربردهای میله رزوه‌دار می‌توان به موارد زیر اشاره کرد:
- اتصال قطعات در سازه‌های فلزی و چوبی
- ساخت اتصالات قابل تنظیم و تغییر طول
- استفاده در شبکه‌های لوله‌کشی و تأسیسات
- ساخت ماشین‌آلات و تجهیزات صنعتی
- استفاده در پروژه‌های عمرانی و ساختمانی

میله‌های رزوه‌دار به دلیل استحکام بالا، قابلیت تنظیم، سهولت استفاده و قیمت مناسب، یکی از پرکاربردترین اتصالات در صنایع مختلف هستند.

## بر اساس شکل
- میله تمام‌رزوه: در تمام طول خود رزوه دارند.
- میله رزوه‌دار انتهایی: در دو انتهای خود رزوه دارند، اما طول رزوه‌ها در دو طرف متفاوت است.
- میله رزوه‌دار دوسر: در دو انتهای خود رزوه دارند و طول رزوه‌ها در دو طرف برابر است.
- میله رزوه‌دار فلنج‌دار: میله تمام‌رزوه با انتهای پخ‌دار.
- میله رزوه‌دار دوسر با ساقه کاهش‌یافته: برای کاربردهای خاص پیچ و مهره.

## بر اساس نوع رزوه
- تمام‌بدنه: قطر ساقه برابر با قطر خارجی رزوه است.
- زیربرش: قطر ساقه برابر با قطر متوسط رزوه است. این نوع میله‌ها به دلیل توزیع بهتر تنش، استحکام بیشتری دارند.

میله‌های رزوه‌دار زیربرش (رزوه نورد شده) به دلیل حفظ بافت فولاد در فرایند تولید، استحکام بیشتری نسبت به میله‌های تمام‌بدنه (رزوه بریده شده) دارند. با این حال، میله‌های تمام‌بدنه برای بسیاری از کاربردها کاملاً مناسب هستند.